# Луангпхабанг
Луа́нгпхаба́нг, ранее — Луа́нгпраба́нг, Луа́нг-Праба́нг, Луанг Прабанг (лаос. ຫລວງພະບາງ) — город в Лаосе, административный центр провинции Луангпхабанг. Город находится на севере центрального Лаоса, в месте впадения реки Кхан в Меконг, в 425 км к северу от Вьентьяна. Население — около 50 000 чел.
До образования Лаосской Народно-Демократической Республики в 1975 году Луангпхабанг был также столицей одноимённого королевства; город считался «королевской столицей», потому что там находилась ставка короля Лаоса.
Город Луангпхабанг охраняется ЮНЕСКО как объект всемирного наследия.

## Этимология
Слово «Луангпхабанг» состоит из трёх слов на лаосском языке. Луанг означает «королевский», пха — «Будда», банг — «золотой».

## История
Старое название города — Мыанг Суа; город упомянут в связи с его покорением тайским принцем Кхун Ло в 698 г. на окраине государства Наньчжао. По лаосской легенде, город был подарен Кхун Ло его отцом Кхун Боромом, создавшим мир и разделившим его между народами лао и шанов. Кхун Ло стал основателем династии из пятнадцати королей.
В конце VIII века Наньчжао проявило активность в долине Меконга и в 709 оккупировало государство Мыанг Суа, заменив тайских лидеров своими принцами и аристократами. Точное время оккупации неизвестно, но государство уже было независимым к моменту экспансии Кхмерской империи во времена короля Индравармана I (877—892 гг.).
Позднее кхмеры выдвинулись в Сай Фонг около Вьентьяна, а государство Тямпа расширилось, заняв южный Лаос до границ Меконга к 1070 году. Правитель Сай Фонга Тянтхапханит продвинулся далее на север к Мыанг Суа и был принят населением мирно после того, как администрация Наньчжао покинула город. Он правил городом долгое время вместе со своим сыном, в это время город получил тайское название Сенг-Донг Сенг-Тонг.
С 1128 по 1169 год лидер кхаму Кхун Чуанг смог увеличить свою территорию и завоевал город.
Город Сенг-Донг Сенг-Тонг во время правления кхмерского короля Джаявармана VII попал в зависимость от кхмеров с 1185 по 1191 год. В 1180 году Сипсонг Панна добился независимости, однако в 1238 году город снова попал в кхмерскую зависимость.
В 1353 году город стал столицей королевства Лан Санг.
В 1707 году государство Лан Санг прекратило существование, и Луангпхабанг стал центром независимого королевства. Когда французы заняли Лаос, город был признан королевской резиденцией. Когда Лаос обрёл независимость, король Луангпхабанга Сисаванг Вонг стал руководителем нового королевства Лаос.

## Достопримечательности города и провинции
- Водопад Куанг Си к югу от города.
- Пещеры Паку на реке Меконг в 25 километрах от города.
- Храмовая гора Пху Си с парком и несколькими храмами и монастырями в центре города.
- Королевский Дворец и храм Хо Кхам.
- Храм Ват Сиенг Тхонг.
- Храм Ват Ахам.
- Храм Ват Май Суваннапхумахам.
- Храм Ват Манором.
- Храм Ват Тхат Луанг.
- Храм Ват Висунарат.
- Храм Ват Сен Муанг на другой стороне реки.

## Культурная жизнь
В Луангпхабанге нет ни одного кинотеатра, однако с 2010 года в городе проходит ежегодный некоммерческий «Кинофестиваль в Луангпхабанге», в конкурсной программе которого участвуют лучшие художественные фильмы стран Юго-Восточной Азии.

## Транспорт
В городе работает аэропорт, соединяющий его с Вьентьяном, городами Таиланда, Вьетнама, Камбоджи и Китая.
По реке Меконг курсируют скоростные катера — спидботы и слоуботы. Дорога от Луангпхабанга до Хуайсая на слоуботе занимает два дня, с остановкой на ночёвку в Пакбенге.
Автобусами можно доехать до Вьентьяна по не очень хорошей дороге за 11 часов. Также на автобусе из Луангпхабанга можно добраться до приграничного города Хуайсай (граница с Таиландом).